# 찬전응옥
찬전응옥(광둥어: 陳俊樂 Can4 Zeon3 ngok6, 중국어 정체자: 陳俊樂, 간체자: 陈俊乐, 병음: Chén Jùnlè 천쥔러[*], 한자음: 진준락, 영어: Mark Tan, 1996년 1월 15일~)는 홍콩의 축구 선수로 현재 킷치 SC에서 중앙 미드필더로 활약 중이며 홍콩 대표팀의 일원으로도 활약하고 있다.

## 클럽 경력

### 메트로 갤러리
2013-14 시즌을 앞두고 메트로 갤러리  입단을 통해 프로에 본격적으로 발을 디딘 후 2014-15 시즌까지 공식전 29경기 2골을 기록하며 2014-15 시즌 홍콩 프리미어리그 플레이오프 준우승, 2014-15 시즌 홍콩 FA컵 4강 진출 등에 기여했다.

### 홍콩 페가수스
2014-15 시즌을 마친 뒤 같은 리그의 홍콩 페가수스로 이적하여 2015-16 시즌 공식전 25경기를 소화하면서 홍콩 FA컵 우승, 사플링컵 우승을 이끌었다.

### 다푸 FC
홍콩 페가수스를 2015-16 시즌 FA컵 우승, 사플링컵 우승팀으로 만든 후 2016-17 시즌을 앞두고 다푸 FC로 이적하여 2시즌동안 50경기 4골을 기록하며 2016-17 시즌 사플링컵 우승, 홍콩 시니어 챌린지 실드 4강, 2017-18 시즌 리그 준우승, 2017-18 시즌 홍콩 FA컵 준우승 등에 이바지했다.

### 광저우 시티 & R&F
2017-18 시즌을 마친 후 중국 슈퍼리그의 광저우 시티로 이적하자마자 R&F로 잠시 임대 이적하여 2018-19 시즌 공식전 22경기 2골을 기록하면서 홍콩 시니어 챌린지 실드 4강 진출을 이끌었고 이후 2019 시즌을 앞두고 광저우 시티로 복귀하여 2022 시즌까지 공식전 37경기 1골을 기록했다.

### 킷치 SC
2022 시즌을 끝으로 광저우 시티를 떠나 2023년 4월 21일 킷치 SC에 입단하며 4년만에 홍콩 무대로 복귀했다.

## 국가대표팀 경력

### U-23 대표팀
2014년 아시안 게임을 앞두고 김판곤 현 울산 HD 감독이 당시 이끌고 있던 홍콩 U-23 대표팀에 합류하여 홍콩의 아시안 게임 2회 연속 16강 진출을 이끌었지만 화성종합경기타운에서 열린  방글라데시와의 B조 조별리그 최종전에서 부상을 당하면서 홈팀 대한민국과의 16강전에는 출전하지 못했다.
그리고 광저우 시티로 이적한 이후 2개월 뒤에 열린 2018년 아시안 게임에서도 1경기에 출전하며 홍콩의 아시안 게임 3회 연속 16강 진출을 도왔다.

### 성인 대표팀
찬전응옥은 2015년 10월 9일 태국과의 친선 경기에서 홍콩 성인 대표팀 소속으로 A매치 데뷔전을 치른 후 2017년 6월 13일 홈에서 열린 북한과의 2019년 AFC 아시안컵 3차 예선 B조 2차전에서 A매치 데뷔골을 신고했다.
그리고  캄보디아와의 2022년 FIFA 월드컵 아시아 지역 2차 예선 C조 1차전 원정 경기에서 자신의 A매치 2번째 득점을 기록하는 등 현재까지 A매치 37경기 3골을 기록 중이다.

## 대회 성적

### 클럽
메트로 갤러리
- 홍콩 프리미어리그 플레이오프 : 준우승 (2014-15)
- 홍콩 FA컵 : 4강 (2014-15)

 홍콩 페가수스
- 홍콩 FA컵 : 우승 (2015-16)
- 사플링컵 : 우승 (2015-16)

다푸 FC
- 홍콩 프리미어리그 : 준우승 (2017-18)
- 홍콩 FA컵 : 준우승 (2017-18)
- 사플링컵 : 우승 (2016-17)
- 홍콩 시니어 챌린지 실드 : 4강 (2016-17)

 R&F
- 홍콩 시니어 챌린지 실드 : 4강 (2018-19)

### 개인 수상
- 홍콩 최우수 신인상 : 2015-16, 2016-17